# 佐々木隆志
佐々木 隆志（ささき たかし、1957年1月 - ）は、日本の福祉学者（社会福祉・老人福祉）。学位は社会学修士（東北福祉大学・1985年）。東京福祉大学社会福祉学部特任教授。
弘前学院短期大学生活福祉学科講師、静岡県立大学短期大学部社会福祉学科教授、静岡県公立大学教職員組合委員長（第2・9代）などを歴任した。

## 来歴

### 生い立ち
1957年1月生まれ。東北福祉大学に進学し、社会福祉学部の社会福祉学科にて学んだ。1980年3月、東北福祉大学を卒業した。その後、東北福祉大学の大学院に進学し、社会福祉学研究科の社会福祉学専攻にて学んだ。1985年3月、東北福祉大学の大学院の修士課程を修了した。それにともない、社会学修士の学位を授与された。

### 研究者として
1994年10月より弘前学院短期大学に奉職することになり、生活福祉学科の講師に就任した。1997年4月、静岡県立大学の短期大学部に転じることになり、社会福祉学科の助教授に就任した。社会福祉学科においては、主として社会福祉専攻の講義を担当した。2002年4月、静岡県立大学の短期大学部にて、社会福祉学科の教授に就任した。なお、静岡県立大学短期大学部の設置者である「静岡県公立大学法人」の教職員によって組織された「静岡県公立大学教職員組合」においては、2008年度と2015年度の二度に渡って委員長を務めた。また、静岡市情報公開・個人情報審議会では、委員を務めた。2023年、東京福祉大学社会福祉学部の特任教授に就任した。

## 研究
専門は福祉学であり、特に社会福祉や老人福祉といった分野の研究に取り組んでいる。具体的には、高齢者の終末ケアについての研究に従事している。また、福祉におけるマンパワーの問題についての研究にも従事しており、その対策の立案に取り組んでいる。さらに、イギリスにおけるショップモビリティについて研究するなど、福祉学の観点からのモビリティ・マネジメントの立案にも取り組んでいる。また、高齢者のリハビリテーションの一環としてクラフトワークの活用を提言しており、自らが監修を担当した「高齢者のクラフトサロン」シリーズが誠文堂新光社より刊行されている。そのほか、社会保障に与える晩婚化などの影響についても研究しており、その一環として主宰するゼミと日本旅行大阪法人営業支店とで婚活ツアーを企画し、大井川鐵道の協力を得て実施するなど、さまざまな取り組みを展開している。なお、男性参加者に対しては、自らが選考面談を実施している。
学術団体としては、日本社会福祉学会、日本地域福祉学会、日本保育学会などに所属している。

## 略歴
- 1957年 - 誕生。
- 1980年 - 東北福祉大学社会福祉学部卒業。
- 1985年 - 東北福祉大学大学院社会福祉学研究科修士課程修了。
- 1994年 - 弘前学院短期大学生活福祉学科講師。
- 1997年 - 静岡県立大学短期大学部社会福祉学科助教授。
- 2002年 - 静岡県立大学短期大学部社会福祉学科教授。
- 2008年 - 静岡県公立大学教職員組合委員長。
- 2015年 - 静岡県公立大学教職員組合委員長。
- 2023年 - 東京福祉大学社会福祉学部特任教授。

## 著作

### 単著
- 佐々木隆志著『日本における終末ケアの探究――国際比較の視点から』中央法規出版、1997年。ISBN 4805815469
- Takashi Sasaki, An investigative study of end-stage care in Japan -- from the perspective of international comparison, Chuohoki Publishing, 1999. ISBN 4805817860
- 佐々木隆志著『日本における終末ケアマネジメントの研究』中央法規出版、2009年。ISBN 9784805831298
- Takashi Sasaki, Study of End-stage Care Management in Japan, Chuohoki Publishing, 2014. ISBN 9784805839751

### 編纂
- 賀戸一郎・佐々木隆志編『サクセスフルエイジングのための福祉』勁草書房、2001年。ISBN 4326601450
- 矢野正樹・佐々木隆志編著『福祉教育論――21世紀の高齢者福祉を読み解く』建帛社、2002年。ISBN 4767935709

### 監修
- 丹羽兌子著『リハビリおりがみ』誠文堂新光社、2014年。ISBN 9784416314265
- 工房GEN著『季節のリハビリクラフト12か月』誠文堂新光社、2015年。ISBN 9784416315019

## 関連人物
- 賀戸一郎